# Tijmen Snel
Tijmen Snel (Amsterdam, 11 december 1997) is een Nederlands langebaanschaatser. Hij is gespecialiseerd in de sprint- en middenafstanden 500, 1000 en 1500 meter. Sinds 2019 is Snel lid van Team Essent, die toentertijd nog Team Jumbo-Visma heette. Hij is daar begonnen in de opleidingsploeg en heeft in maart 2021 de overstap naar de hoofdploeg gemaakt. Snel is begonnen met schaatsen bij IJVL. 
In februari 2017 werd Tijmen Snel samen met Niek Deelstra en Thijs Govers wereldkampioen teamsprint bij de junioren. Hij won op hetzelfde toernooi zilver met Christ Huizinga en Marwin Talsma op de ploegenachtervolging. In november 2021 maakte Snel zijn debuut in de World Cup op het onderdeel teamsprint. In december mocht hij door afmeldingen ook uitkomen op 500, 1000 en 1500 meter en behaalde hij zijn eerste World Cup punten. Hij wist zich eind december 2021 niet te plaatsen voor de Olympische Winterspelen in Peking, ondanks zijn derde plek op de 1500 meter, omdat de selectiecommissie Marcel Bosker koos ten behoeve van de ploegenachtervolging en het IOC als eis stelt dat een atleet zich ook individueel moet uitkomen. Wel werd Snel geselecteerd voor het EK Afstanden, waar hij Europees kampioen werd op de teamsprint samen met Kai Verbij en Merijn Scheperkamp en een tiende plaats behaalde op de 1500 meter. In 2022 werd hij Nederlands kampioen sprint.

## Persoonlijke records
| Afstand      | Tijd     | Datum            | Baan       |
| ------------ | -------- | ---------------- | ---------- |
| 500 meter    | 34,74    | 14 februari 2025 | Heerenveen |
| 1000 meter   | 1.08,09  | 29 oktober 2023  | Heerenveen |
| 1500 meter   | 1.44,54  | 1 februari 2025  | Milwaukee  |
| 3000 meter   | 3.52,97  | 20 februari 2021 | Heerenveen |
| 5000 meter   | 6.41,34  | 26 januari 2019  | Heerenveen |
| 10.000 meter | 14.12,71 | 27 januari 2019  | Heerenveen |

(laatst bijgewerkt: 14 februari 2025)

## Resultaten
| Jaar | NK Afstanden                 | NK Allround          | NK Sprint            | WK Sprint              | WK Junioren                                                   |
| ---- | ---------------------------- | -------------------- | -------------------- | ---------------------- | ------------------------------------------------------------- |
| 2017 |                              |                      |                      |                        | 16e 500m · DNF 1000m · 12e 1500m · Teamsprint · Achtervolging |
| 2018 | 18e 500m 20e 1000m 17e 1500m | NC9 · (, 10e, , -)   |                      |                        |                                                               |
| 2019 | 19e 500m 15e 1000m 11e 1500m | 7e · (, 13e, 6e, 8e) |                      |                        |                                                               |
| 2020 | 10e 500m 9e 1000m            |                      | 5e (10e, 4e, 5e, 4e) |                        |                                                               |
| 2021 | 5e 500m 13e 1000m 4e 1500m   |                      | 5e (6e, 10e, 5e, 4e) |                        |                                                               |
| 2022 | 5e 500m 6e 1000m 8e 1500m    |                      | · (, )               | 10e (14e, 6e, 12e, 9e) |                                                               |
| 2023 | 9e 500m 7e 1000m 16e 1500m   |                      | 9e (8e, 9e, 16e, 9e) |                        |                                                               |
| 2024 | 8e 500m 6e 1000m 8e 1500m    |                      | 8e (9e, 7e, 10e, 9e) |                        |                                                               |
| 2025 | 5e 500m 11e 1000m 6e 1500m   |                      | 5e (9e, 6e, 8e, 6e)  |                        |                                                               |

(#, #, #, #) = afstandspositie op sprinttoernooi (500m, 1000m, 500m, 1000m) of op allroundtoernooi (500m, 5000m, 1500m, 10.000m).
Team Essent
Angel Daleman · Sijmen Egberts · Jarle Gerrits · Isabel Grevelt · Freek van der Ham · Sanne in 't Hof · Chloé Hoogendoorn · Chris Huizinga · Kars Jansman · Selma Poutsma · Merijn Scheperkamp · Suzanne Schulting · Tijmen Snel · Beau Snellink · Remco Stam · Meike Veen · Mathias Vosté · Joep Wennemars
Coaches: Sicco Janmaat · Ben Jongejan · Jac Orie · Dave Versteeg